# 働き方・休み方改革
働き方・休み方改革（はたらきかた・やすみかたかいかく）は、日本において労働者が仕事と生活の調和をとりながら働けるように、働き方だけでなく、休み方についても、見直す取り組みである。

## 概要
政府や厚生労働省は、時間外労働の上限規制や年次有給休暇の取得促進などの支援策を実施している。
政府や厚生労働省が主導するものだけでなく、企業や労働者も一体となって推進する必要があるとし、そのため自己診断やガイドラインなどのツールを活用し、自社の状況に合わせた、改善策を考えることが重要であるとしている。